# Mary Badham
Mary Badham (Birmingham Alabama, 7 d'octubre de 1952) és una actriu estatunidenca.
Als deu anys, va ser candidata a l'Oscar a la millor actriu secundària per la interpretació de Jean Louise "Scout" Finch en To Kill a Mockingbird, paper que va ser el seu debut cinematogràfic. Durant les gravacions de la pel·lícula, Badham es fa amiga de l'actor Gregory Peck, el qual interpretava el seu pare. Badham també és recordada per haver actuat en el darrer episodi de The Twilight Zones, en el paper de Sport Sharewood. Va actuar en només altres dues pel·lícules abans de retirar-se encara jovenissíma de la carrera d'actriu, Propietat condemnada, al costat de Natalie Wood i Robert Redford i Let's Kill Uncle.
Encoratjada pel director, actor i escriptor Cameron Watson, torna a l'escena després de 39 anys en un excèntric cameo en la pel·lícula independent del mateix Watson Our Very Own, del 2005. Watson diu que no hauria volgut cap altra actriu per aquella part.
Actualment, Badham és una restauradora d'èxit i coordinadora de test escolars. Està casada amb un professor i és mare de dos fills. Viatja sovint pel món recordant la seva experiència d'actriu a To Kill a Mockingbird, difonent també els missatges de tolerància i compassió del llibre homònim.

## Filmografia
Filmografia:

### Cinema
- 1962: To Kill a Mockingbird: Jean Louise 'Scout' Finch
- 1963: Dr. Kildare: Cara Sue
- 1966: Propietat condemnada (This Property Is Condemned), de Sydney Pollack: Willie Starr
- 1966: Let's Kill Uncle: Chrissie
- 2005: Our Very Own: Mrs. Nutbush

### Televisió
- 1964: «The Bewitchin'pool», episodi de The Twilight Zones - paper de Sport, noia de 12 anys

## Premis i nominacions
Nominacions
- Oscar a la millor actriu secundària pel seu paper en To Kill a Mockingbird l'any 1962[4]